# طاقة عبر الإيثرنت

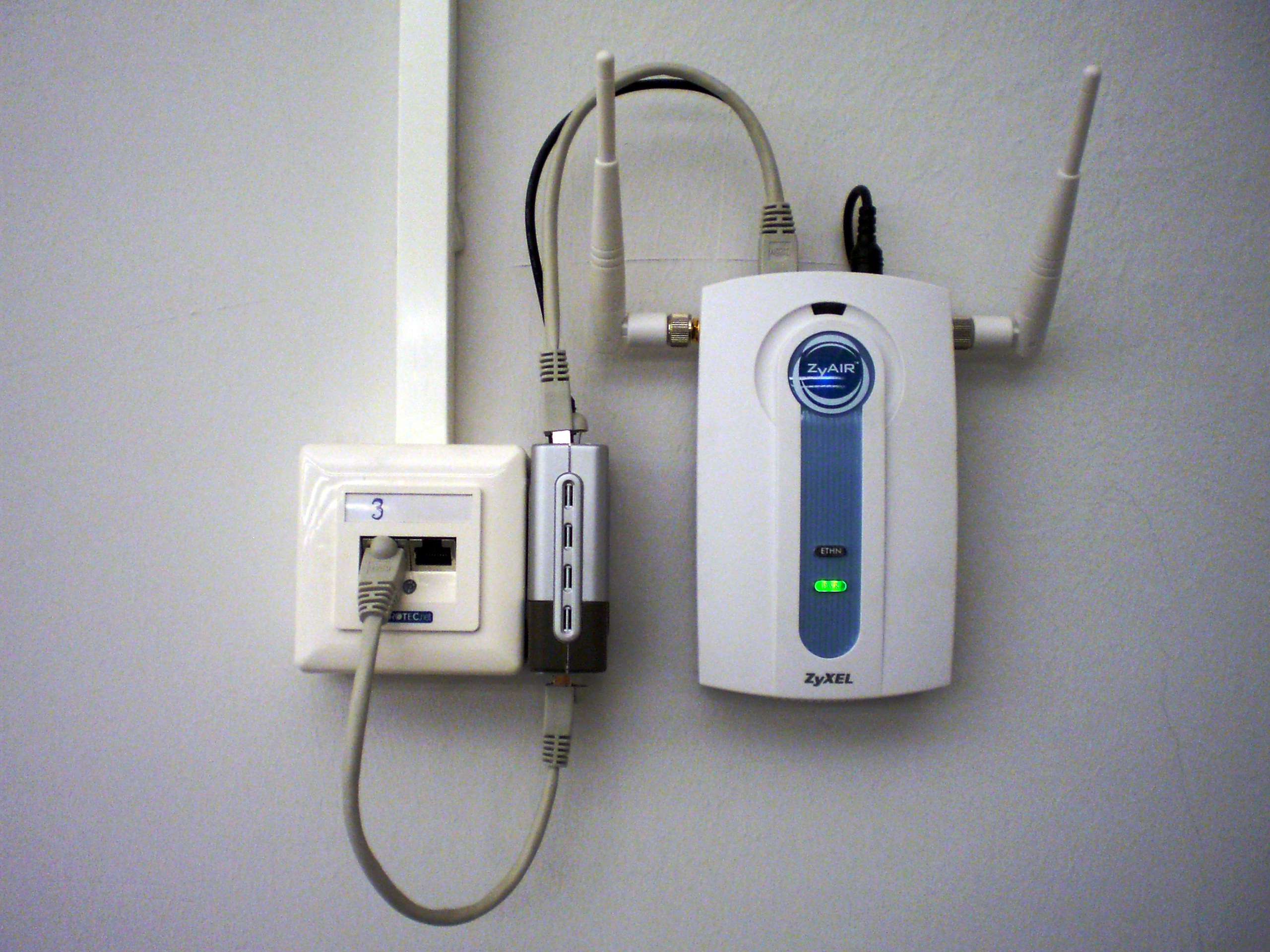

طاقة عبر الإيثرنت (بالإنجليزية:Power over Ethernet)هي تقنية تعمل على تأمين التغذية الكهربائية للأجهزة التي تعمل عن طريق شبكة حاسوب والتي تكون بعيدة عن مركز الأجهزة مثل هاتف آي بي وكاميرات آي بي ومكبرات الصوت بالتغذية الكهربائية التي لابد من تأمينها حتى تعمل مثل هذه الأجهزة.[بحاجة لمصدر]

## أنواعه
بعض الاجهزة التي تستعمل عنوان بروتوكول الإنترنت تحتاج إلى تغذية ليست عالية نسبياً مثل هاتف آي بي وكاميرات آي بي، الا ان مكبرات الصوت تحتاج إلى استطاعة أعلى من هذ الأجهزة التي تستهلك كمية بسيطة من الكهرباء، ولهذا كان هناك تأخير في ادخال هذه التقنية إلى مكبرات الصوت بعد ان نجحت بالنسبة لكاميرات آي بي وهاتف آي بي. هذه التقنية تخفف من تعقيد تمديد الاسلاك وتوفير كبير في تكلفة هذه التمديدات، هناك عدة معايير لهذه التقنية وهي:
- IEEE 803.3.af وهي تحوي بديلين Alternative A - Alternative B
- IEEE 803.3.at
- IEEE 803.3.bt

### مصطلحات
- Power Source Equipment PSE : والتي تعني (جهاز منبع التغذية) أي الجهاز الذي يقوم بتأمين التغذية الكهربائية عبر الشبكة.
- Powered Device أي الجهاز الذي يتلقى التغذية الكهربائية من كابل الشبكة ويختصر إلى PD.

عند توصيل الأجهزة يقوم جهاز PSE بإرسال إشارة إلى الجهاز المستقبل PD لمعرفة إذا كان هذا الجهاز مزود أو مهيأ لتقنية PoE، إذا كان مهيأ فإن الجهاز PD يرسل استجابة إلى الجهاز المرسل الذي يقوم بتزويد الجهاز بالتغذية الكهربائية أو بالإستطاعة  والتي هي حسب التقنية الأولى IEEE 803.3.af تصل إلى 15.4 واط، وحيث ان بعض من هذه الاستطاعة تضيع في الاسلاك فأن الاستطاعة التي يتم استلامها في طرف الجهاز المستقبل هي حوالي 12.9 واط.